# Vicenç Mayans Escandell
Vicenç Mayans Escandell (Mola, Formentera, 31 d'agost de 1959) és un cambrer formenterer. Des del 1973 va començar a treballar en el món de la restauració. El Restaurant Capri des Pujols, el més antic de l'illa, va ser el primer. Des de llavors ha fet feina a diferents establiments de renom de Formentera. Actualment ocupa el càrrec de maître del restaurant Es Molí de Sal de la platja de ses Illetes de Formentera des del 1989. El 2006 va rebre el Premi Ramon Llull.